# Leónidas Plaza
Leónidas Plaza y Gutiérrez de Caviedes (Manabí, 19 de abril de 1865 – Alausí, 17 de novembro de 1932) foi um político equatoriano. Sob filiação do Partido Liberal, ocupou o cargo de presidente de seu país em duas ocasiões: de 1 de setembro de 1901 a 31 de agosto de 1905 e entre 1 de setembro de 1912 e 31 de agosto de 1916.